# Jean Jacques Pelet

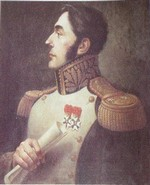
Jean Jacques Pelet

Jean Jacques Germain Pelet-Clozeau (* 15. Juli 1777 in Toulouse, Frankreich; † 20. Dezember 1858 in Paris) war ein französischer Général de division und Militärschriftsteller.

## Leben
Pelet trat im Jahr 1800 in das Geniekorps ein, nahm 1805 als Adjutant des Marschalls André Masséna an der Schlacht bei Austerlitz sowie im Jahr 1810 am glücklosen Feldzug gegen Portugal teil. Im Feldzug gegen Russland (1812/1813) befehligte Pelet als Chef des Generalstabs einer Division der jungen Garde mit Auszeichnung in der Schlacht um Smolensk (1812) und in der Schlacht bei Borodino (1812). Nach seiner Beförderung zum Général de brigade im Jahr 1813 zeichnete er sich besonders bei der Schlacht um Dresden (1813) und im Jahr 1815 in der Schlacht bei Waterloo aus.
1818 wurde er Maréchal de camp im Generalstab. Nach der Julirevolution trat er in die Deputiertenkammer ein, wo er sich den Liberalen anschloss. Im September 1830 wurde er zum Vorstand der École d’application des Generalstabs, zum General de division befördert und zum Direktor des Kriegsdepots ernannt. Im Oktober 1837 erhielt er die Pairswürde. 1850 wurde er in die Nationalversammlung gewählt und nach dem Staatsstreich vom 2. Dezember 1851 durch Louis-Napoléon Bonaparte vom Prinz-Präsidenten zum Senator ernannt.
Pelet veröffentlichte die Korrespondenz Napoleons I. und fertigte eine neue topographische Karte von Frankreich.

## Ehrungen
Sein Name ist am Triumphbogen in Paris in der 19. Spalte eingetragen.

## Werke (Auswahl)
- Feldzüge des Kaisers Napoleon in Deutschland, Italien und Polen im Jahr 1809, nebst den Expeditionen von Neapel und Walchern. Nach einem Tagebuche und der Correspondenz Napoleons; mit Belegen und einigen bisher ungedruckten Actenstücken; eine nothwendige Ergänzung des Memorials des Grafen Las Cases („Mémoires sur la guerre de 1809, en Allemagne, avec les opérations particulières du corps d’Italie, de Pologne, de Saxe, de Naples et de Walcheren“). Franckh, Stuttgart 1824/28 (4 Bde.).
- Mémoires militaires relatifs à la succession d’Espagne sous Louis XIV. Extraits de la correspondance de la cour et des généraux / par le lieutenant-général de Vault. Imprimerie royale, Paris 1836–1862 (Collection de documents inédits sur l’histoire de France publiés par ordre du roi et par les soins du ministre de l’instruction publique/Serie 1; 11 Bde.).